# Manassas (együttes)
A Manassas egy rövid életű blues-rock/country rock/folk-rock/bluegrass együttes volt. 1971-ben alakultak meg Miamiban. Tagjai: Stephen Stills, Chris Hillman, Al Perkins, Calvin Samuels,  Paul Harris, Dallas Taylor, Joe Lala, Kenny Passarelli és John Barbata. Stephen Stills-t jól ismerhetjük a népszerű Crosby, Stills & Nash (and Young) zenekarból, John Barbata pedig a The Turtles együttesből lehet ismerős, de játszott a Jefferson Airplane-nel és a Jefferson Starshippel is egy rövid ideig. A Manassas legelső nagylemeze bekerült az 1001 lemez, amit hallanod kell, mielőtt meghalsz című könyvbe. A Manassas 1973-ban feloszlott.

## Diszkográfia
- Manassas (1972)
- Down the Road (1973)